# Atsushi Miyagi
Pour les articles homonymes, voir Miyagi.
Atsushi Miyagi  (宮城淳, Miyagi Atsushi), né le 19 octobre 1931 à Ōta et mort d'un cancer le 24 février 2021 à Tokyo, est un joueur de tennis japonais des années 1950.

## Biographie
Atsushi Miyagi est essentiellement connu pour avoir remporté le double messieurs des Championnats des États-Unis en 1955 en compagnie de son compatriote Kōsei Kamo. Il devient ainsi le tout premier Japonais de l'histoire à remporter ce tournoi. Le tournoi de double se déroule à Boston indépendamment du tournoi de simple où l'ouragan Diane retarde fortement les matchs et incite les meilleurs joueurs à quitter les lieux prématurément, ce qui rend dévalue le tableau. Miyagi, modeste joueur comme son partenaire, remporte un premier titre historique pour son pays face à deux joueurs universitaires américains.
Sur le plan individuel, il a remporté à quatre reprises les Internationaux du Japon en 1954, 1955, 1957 et 1960. Il est finaliste en 1959 contre Barry MacKay. Il est aussi demi-finaliste du championnat du Canada en 1954 et du Newport Casino en 1955.
Entre 1953 et 1962, il a disputé 16 rencontres de Coupe Davis. En 1962, il participe aux Jeux asiatiques de Jakarta. Il obtient une médaille d'argent en simple et une médaille d'or en double avec Michio Fujii.
Après sa carrière sportive, il a été directeur général de la Japan Tennis Association (en), directeur du Comité olympique japonais, ainsi que professeur à l'université Waseda.
Il est le frère cadet de la joueuse Reiko Miyagi (quadruple médaillée d'or aux Jeux asiatiques).

## Palmarès (partiel)

### Titre en double messieurs
| No | Date       | Nom et lieu du tournoi                 | Catégorie | Surface      | Partenaire | Finalistes                   | Score                   |          |
| -- | ---------- | -------------------------------------- | --------- | ------------ | ---------- | ---------------------------- | ----------------------- | -------- |
| 1  | 02-09-1955 | US National Championships Forest Hills | G. Chelem | Gazon (ext.) | Kōsei Kamo | Gerald Moss William Quillian | 6-3, 6-3, 3-6, 1-6, 6-4 | Parcours |